# Cartisten
Die Cartisten waren eine konservative Strömung innerhalb des Liberalismus in Portugal, die ab 1834 (Ende des Miguelistenkrieges) großen Einfluss in der portugiesischen Politik erlangen konnten und mehrmals die Regierung stellten.
Als 1828 Prinzregent Michael (portugiesisch Miguel) seine Nichte und Braut Maria II. entthronte, sich selbst zum König ausrief und den Absolutismus in Portugal wieder einführte, standen sämtliche Anhänger einer konstitutionellen Monarchie, die in Portugal als Liberale bezeichnet werden, gegen die neue Regierung. Als die Absolutisten 1834 durch ihre Niederlage im Miguelistenkrieg jedoch die Herrschaft verloren und in der künftigen politischen Entwicklung des Landes keine Rolle mehr spielten, spalteten sich die Liberalen schnell in zwei Lager auf.
Der Gegensatz entzündete sich an der Frage, wie die zukünftige Verfassung des Landes aussehen sollte. Zwei Modelle standen zur Auswahl. Während der liberalen Revolution hatte eine verfassunggebende Versammlung (Cortes) die liberale Verfassung des Septembers 1822 erarbeitet. Diese galt zunächst von 1822 bis 1823. September heißt auf Portugiesisch Setembro, die Anhänger dieser Verfassung, die den radikaleren Teil der Liberalen verkörperten, wurden deshalb Setembristen genannt. 1826 hatte dann König Peter IV. (der als Peter I. gleichzeitig Kaiser von Brasilien war) dem Land von Rio de Janeiro aus eine neue Verfassung diktiert, die so genannte Carta Constitucional. Diese stellte einen Kompromiss dar und war wesentlich konservativer gehalten als die Verfassung von 1822, da Peter IV. – vergeblich – gehofft hatte, durch die Carta auch die Wünsche der Absolutisten zufriedenzustellen. Die Anhänger der Carta Constitucional wurden als Cartisten bezeichnet.
Da Königin Maria II., deren eigenständige Regentschaft 1834 begann (sie war zu dem Zeitpunkt erst 15 Jahre alt), die Cartisten bevorzugte, stellten diese zunächst mehrmals die Regierung. So regierten cartistische Regierungen das Land von 1834 bis zur Septemberrevolution 1836 und erneut ab 1842 (mit einer kurzen Unterbrechung bis 1856).
Aus der cartistischen Bewegung entwickelte sich die Regenerationspartei, die das Land bis zum Ende der Monarchie 1910 über längere Perioden regierte.
Führende Politiker der Cartisten waren die Herzöge von Saldanha, Terceira und Palmela sowie der Markgraf von Tomar.
Siehe auch: Liste der Premierminister Portugals, Geschichte Portugals, Zeittafel Portugal, Liste der politischen Parteien in Portugal.